# 計量ベクトル空間

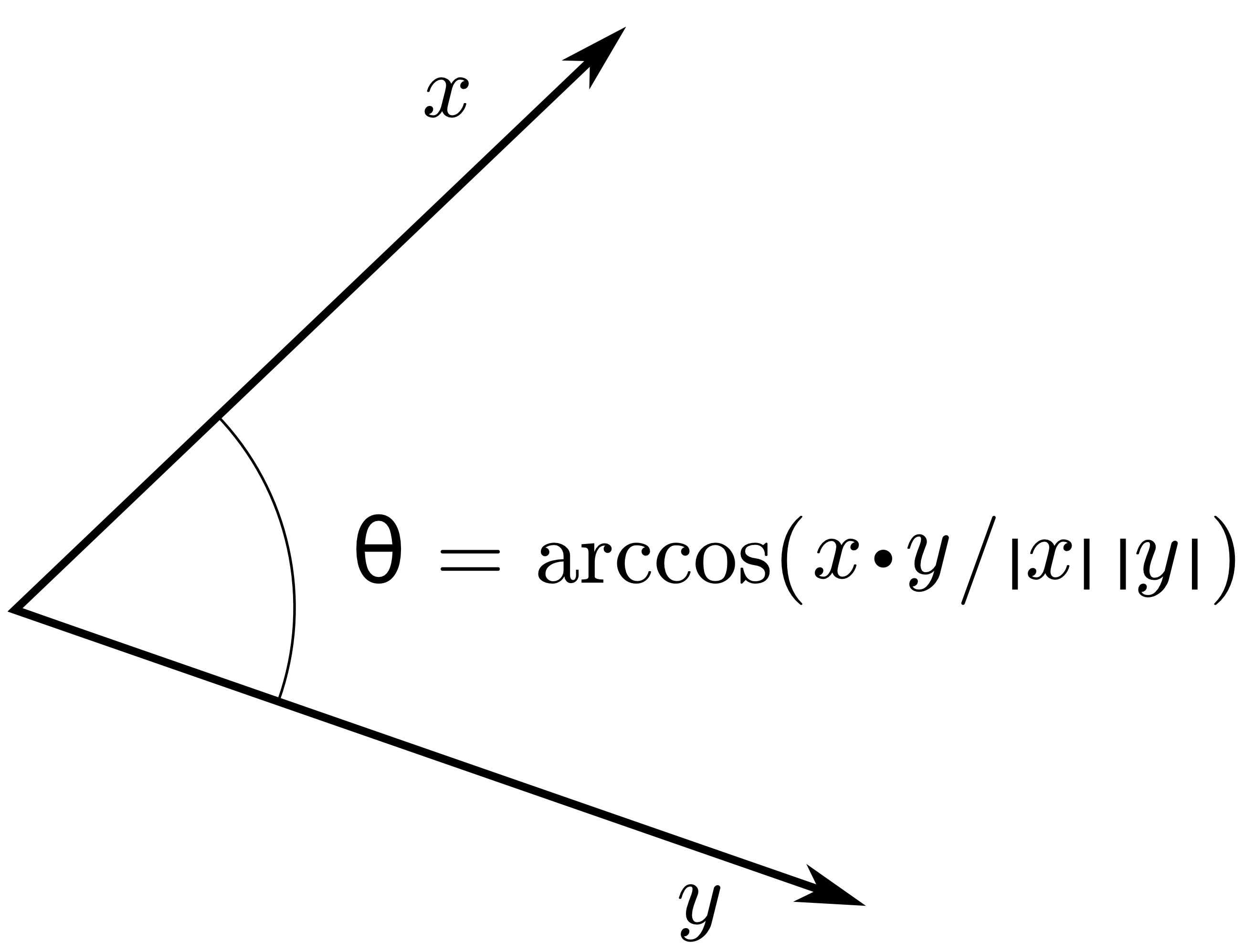
内積を用いたベクトルの成す角の定義の幾何学的解釈

線型代数学における計量ベクトル空間（けいりょうベクトルくうかん、英: metric vector space）は、内積と呼ばれる付加的な構造を備えたベクトル空間であり、内積空間（ないせきくうかん、英: inner product space）とも呼ばれる。この付加構造は、空間内の任意の二つのベクトルに対してベクトルの内積と呼ばれるスカラーを対応付ける。内積によって、ベクトルの長さや二つのベクトルの間の角度などの直観的な幾何学的概念に対する厳密な導入が可能になる。また内積が零になることを以ってベクトルの間の直交性に意味を持たせることもできる。内積空間は、内積として点乗積（スカラー積）を備えたユークリッド空間を任意の次元（無限次元でもよい）のベクトル空間に対して一般化するもので、特に無限次元のものは函数解析学において研究される。
内積はそれに付随するノルムを自然に導き、内積空間はノルム空間の構造を持つ。内積に付随するノルムの定める距離に関して完備となる空間はヒルベルト空間と呼ばれ、必ずしも完備でない内積空間は（内積の導くノルムに関する完備化がヒルベルト空間となるから）前ヒルベルト空間 (pre-Hilbert space) と呼ばれる。複素数体上の内積空間はしばしばユニタリ空間 (unitary spaces) とも呼ばれる。

## 定義
本項ではスカラーの体 F は実数体 R または複素数体 C の何れかを意味するものとする。
厳密に言えば、内積空間とは体 F 上のベクトル空間 V であって、内積と呼ばれる写像
{\displaystyle \langle \cdot ,\cdot \rangle \colon V\times V\to F}
で以下の公理を満足するものを備えたものを言う。
- 共軛対称性: {\displaystyle \langle x,y\rangle ={\overline {\langle y,x\rangle }}.}
- 第一引数に対する線型性: {\displaystyle \langle ax+y,z\rangle =a\langle x,z\rangle +\langle y,z\rangle .}
- 正定値性: {\displaystyle \langle x,x\rangle \geq 0,\quad [\langle x,x\rangle =0\implies x=0]}

F = R のときは共軛対称性（エルミート対称性）は単に対称性に帰着される。

### 注意
上記内積の定義において、係数体を実数体 R および複素数体 C に制限する必要があることにはいくつか理由がある。簡潔に述べれば、半正定値性が意味を持つために係数体は（内積の値域となる）適当な順序体を含む必要がある（従って、任意の順序体がそうであるように標数が 0 でなければならない）ことである（ここから直ちに有限体は除外される）。また、係数体は区別された自己同型 (distinguished automorphism) のような付加構造を持たなければならない。そういう意味では、より一般に R または C の二次閉部分体（任意の元が平方根を持つ体、例えば全代数的数体）を考えれば十分だが、（R でも C でもない）真の部分体を取ってしまうと、有限次元の内積空間でさえ完備距離空間にならない。これと対照的に、R または C 上の有限次元内積空間は自動的に完備となり、従ってヒルベルト空間になる。

## 性質
計量ベクトル空間では様々な定理が成立する。
- コーシー＝シュワルツの不等式：{\displaystyle \langle x,y\rangle ^{2}\leq \langle x,x\rangle \cdot \langle y,y\rangle }

## 例
様々なベクトル空間に様々な内積が定義できる。
最も単純な例として、実数全体の成すベクトル空間に通常の乗法によって内積 ⟨x, y⟩ := xy を定めたものは内積空間になる。
- Cn の内積の一般形は、正定値エルミート行列 M を用いて{\displaystyle \langle \mathbf {x} ,\mathbf {y} \rangle :=\mathbf {y} ^{\dagger }\mathbf {M} \mathbf {x} ={\overline {\mathbf {x} ^{\dagger }\mathbf {M} \mathbf {y} }}}の形で与えられ（y† は y の随伴行列）、エルミート形式と呼ばれる。実係数の場合は、（正のスケール因子と拡大方向に直交する方向を持つ）二つのベクトルをそれぞれ異なる方向に拡大変換したものを点乗積することに相当する。これは直交変換の違いを除けば、正の重みをもつ点乗積の重み付き和（英語版）版である。
- ヒルベルト空間の項には、内積の導く距離が完備となるような内積空間のさまざまな例がある。完備でないような内積を持つ内積空間には、例えば閉区間 [a, b] 上の複素数値連続函数全体の成す空間 C([a, b]) が挙げられる。内積は{\displaystyle \langle f,g\rangle :=\int _{a}^{b}f(t){\overline {g(t)}}\,dt}で与える。この空間が完備でないことは、たとえば閉区間 [−1, 1] 上で {\displaystyle f_{k}(t)={\begin{cases}0&(t\in [-1,0])\\1&(t\in [{\tfrac {1}{k}},1])\\kt&(t\in (0,{\tfrac {1}{k}})\end{cases}}} で定義される階段函数列 {fk}k を考えれば、この列は内積の導くノルムに関してコーシー列を成すが、これは「連続」函数に収斂しないことを見ればよい。
- 実確率変数 X, Y に対して、それらの積の期待値 ⟨ X, Y⟩ := E(XY) は内積になる。この場合、⟨X, X⟩ = 0 なる必要十分条件は確率に関して Pr(X = 0) = 1 が成り立つ（即ち、X = 0 が殆ど確実（英語版）に成り立つ）ことである。この期待値を内積とする定義は確率ベクトル（英語版）に対しても同様に拡張することができる。
- 実平方行列に対し、⟨A, B⟩ := tr(AB⊤) に転置{\displaystyle {\overline {\langle A,B\rangle }}=\langle B^{\top },A^{\top }\rangle }を共軛変換と考えたものは、内積になる。

## 内積空間上のノルム
p ≠ 2 とするとき、ベクトル空間に
{\displaystyle \|x\|_{p}=\left(\sum _{i=1}^{\infty }|\xi _{i}|^{p}\right)^{1/p}\quad (x=\{\xi _{i}\}\in \ell ^{p})}
なるノルムをいれてノルム空間を得ることはできるが、中線定理（平行四辺形公式）を満たさないので内積空間にはならない（ノルムに付随する内積が存在するには中線定理が成り立たなければならない）。
しかし内積空間ならば、内積から自然に定義され、中線定理を満足するノルム
{\displaystyle \|x\|={\sqrt {\langle x,x\rangle }}}
を持つ。このノルムは内積の定義における正定値性公理によってきちんと定義される。ノルムはベクトル x の長さ（あるいは大きさ）と考えることができる。公理から直接に以下のようなことが分かる:
コーシー＝シュワルツの不等式V の任意の元 x, y に対して {\displaystyle |\langle x,y\rangle |\leq \|x\|\cdot \|y\|} が成立する（等号は x と y とが線型従属であるとき、かつそのときに限り成立）。
これは数学においてもっとも重要な不等式のうちの一つである。ロシア語の文献ではコーシー＝ブニャコフスキー＝シュワルツの不等式とも呼ぶ。重要性に鑑みて、簡潔な証明を記しておこう:
y = 0 のときは自明ゆえ、⟨y, y⟩ は非零とする。このとき{\displaystyle \lambda =\langle y,y\rangle ^{-1}\langle x,y\rangle }と置けば{\displaystyle 0\leq \langle x-\lambda y,x-\lambda y\rangle =\langle x,x\rangle -\langle y,y\rangle ^{-1}|\langle x,y\rangle |^{2}}となり、整理すれば証明を得る。
直交性内積は角度や長さといった言葉で幾何学的に解釈することができるので、内積空間において幾何学的な用語法を用いる動機付けを与えるものとなる。実際、コーシー＝シュワルツの不等式の直接の帰結として、F = R の場合には、二つの非零ベクトル x, y の間の角を等式{\displaystyle \operatorname {angle} (x,y)=\arccos {\frac {\langle x,y\rangle }{\|x\|\cdot \|y\|}}}で定義することが正当化できる。ここでは角度の値を [0, π] から選ぶものとする。これは二次元ユークリッド空間における場合の対応物になっている。F = C の場合の角度（閉区間 [0, π/2] は{\displaystyle \operatorname {angle} (x,y)=\arccos {\frac {|\langle x,y\rangle |}{\|x\|\cdot \|y\|}}}と定義するのが典型的である。このような角度の定義に呼応して、V の二つの非零ベクトル x, y が直交することの必要十分条件をそれらの内積の値が 0 となることと定める。
斉次性V の任意の元 x とスカラー r に対して ǁrxǁ = |r| ǁxǁ が成り立つ。
三角不等式V の任意の二元 x, y に対して ǁx + yǁ ≤ ǁxǁ + ǁyǁ が成り立つ。
斉次性と三角不等式は函数 ǁǁ が実際にノルムを成すことを示すものである。これにより V はノルム線型空間となり、従ってまた距離空間を成す。最も重要な内積空間は、この距離に関して完備距離空間となるもので、それらはヒルベルト空間と呼ばれる。任意の内積空間 V は、適当なヒルベルト空間の稠密な部分空間であり、このヒルベルト空間は V の完備化として、本質的に V によって一意に決定される。
ピタゴラスの定理V の二元 x, y が ⟨x, y⟩ = 0 を満たすならば ǁxǁ2 + ǁyǁ2 = ǁx + yǁ2 が成り立つ。
この等式の証明には、ノルムを定義に従って内積を用いて書いて、各成分に関する加法性に従って展開すれば十分である。「ピタゴラスの定理」という名称はこの結果を幾何学的に解釈したものが綜合幾何学における同名の定理の類似対応物になっていることによる。無論、綜合幾何学におけるピタゴラスの定理の証明は、基礎に置かれた構造が乏しいために、より複雑なものとなることに注意すべきである。その意味において、綜合幾何学におけるピタゴラスの定理は、いま述べた内積空間におけるものよりも深い結果である。
ピタゴラスの定理に数学的帰納法を適用することにより、x1, …, xn がベクトルの直交系、即ち相異なる任意の添字 j, k に対して ⟨xj, xk⟩ =0 を満たすならば
{\displaystyle \sum _{i=1}^{n}\|x_{i}\|^{2}=\left\|\sum _{i=1}^{n}x_{i}\right\|^{2}}
となることが示せる。コーシー＝シュワルツの不等式から、⟨,⟩: V × V → F が連続写像となることも分かるから、ピタゴラスの定理を無限和にまで拡張することができる:
パーシヴァルの等式V が完備内積空間ならば、{xk} がどのに元も互いに直交する V のベクトル族であるとき、{\displaystyle \sum _{i=1}^{\infty }\|x_{i}\|^{2}=\left\|\sum _{i=1}^{\infty }x_{i}\right\|^{2}}が、左辺の無限級数が収斂する限りにおいて成立する。
空間の完備性は、部分和の列（これがコーシー列となることは容易）が収斂することを保証するために必要である。
中線定理V の任意の二元 x, y に対し、ǁx + yǁ2 + ǁx − yǁ2 = 2ǁxǁ2 + 2ǁyǁ2 が成り立つ。
実は中線定理はノルム空間において、そのノルムを導く内積が存在するための必要かつ十分な条件であり、これを満足するとき対応する内積は偏極恒等式
{\displaystyle \|x+y\|^{2}=\|x\|^{2}+\|y\|^{2}+2\Re \langle x,y\rangle }
によって与えられる（これは余弦定理の一つの形である）。

## 正規直交系
V を次元 n を持つ有限次元内積空間とする。任意の基底はちょうど n 本の線型独立なベクトルからなることを思い出そう。グラム–シュミットの正規直交化法を用いれば、任意の基底を正規直交基底に取り換えてから話を進めて良い。即ち、基底は各ベクトルが単位ノルムを持ち互いに直交するものとする。式で書けば、基底 {e1, …, en} が正規直交であるとは、i ≠ j ならば ⟨ei, ej⟩ = 0, かつ各 i に対して ⟨ei, ei⟩ = ǁeiǁ = 1 を満足することを言う。
この正規直交基底の定義は、以下のように無限次元内積空間に対して一般化することができる。V は任意の内積空間として、ベクトルの系 E = {eα ∈ V}α∈A が V の（位相的）基底であるとは、E の元からなる有限線型結合全体の成す V の部分集合が V において（内積の導くノルムに関して）稠密となるときに言う。基底 E が V の正規直交基底であるとは、それが各添字 α, β ∈ A に対して α ≠ β ならば ⟨eα, eβ⟩ = 0 かつ ⟨eα, eα⟩ = ǁeαǁ = 1 を満足することをいう。
グラム-シュミットの方法の無限次元版を用いれば
定理任意の可分な内積空間 V は正規直交基底を持つ。
が示される。また、ハウスドルフの極大原理および完備内積空間において線型部分空間への直交射影が定義可能であるという事実を用いれば、
定理任意の完備内積空間 V は正規直交基底を持つ。
も示せる。これら二つの定理は「任意の内積空間が正規直交基底を持ち得るか」という問いに答えるもので、これには否定的な結論が下される。これは非自明な結果であり、以下のような証明が知られている:
| 証明[5] |
| --- |
| 内積空間の次元とは、与えられた正規直交系を含む極大正規直交系の濃度であったことを思い出そう（ツォルンの補題により、そのような極大系は少なくとも一つ存在し、またそのような極大系はどの二つも同じ濃度を持つのであった）。一つの正規直交基底は極大正規直交系であるが、逆は必ずしも成り立たないことは既知である。G が内積空間 H の稠密部分空間ならば、G の任意の正規直交基底は自動的に H の正規直交基底となるから、H よりも真に次元の小さな稠密部分空間 G を持つ内積空間 H を構成すれば十分である。 K は次元 ℵ0 のヒルベルト空間（例えば K = ℓ2(N)）とする。E が K の基底とすれば \|E\| = ℵ0 である。基底 E を K のハメル基底（代数基底） E ∪ F (E ∩ F = ∅) に延長するならば、K のハメル次元が連続体濃度 c であることは既知であるから、\|F\| = c でなければならない。 L を次元 c のヒルベルト空間（例えば L = ℓ2(R)）とし、L の正規直交基底 B と全単射 φ: F → B を考えれば、線型写像 T: K → L で、Tf = φ(f) (f ∈ F) かつ Te = 0 (e ∈ E) を満たすものが存在する。 H = K ⊕ L と置き、G = {(k, Tk) : k ∈ K} を T のグラフ、G を G の H における閉包とすれば、G = H が示せる。各 e ∈ E に対して (e, 0) ∈ G ゆえ、K ⊕ 0 ⊂ G が従う。 次に、b ∈ B とすれば適当な f ∈ F ⊂ K によって b = Tf と書けるから、(f, b) ∈ G ⊂ G である。同様に (f, 0) ∈ G ゆえ、(0,b) ∈ G もわかる。従って 0 ⊕ L ⊂ G であり、G = H すなわち G は H において稠密である。 最後に {(e,0) : e ∈ E} が G における極大正規直交系であることを見よう。 {\displaystyle 0=\langle (e,0),(k,Tk)\rangle =\langle e,k\rangle +\langle 0,Tk\rangle =\langle e,k\rangle } が任意の e ∈ E に対して成り立つならば、k = 0 が確定するから、(k, Tk) = (0,0) は G の零ベクトルであり、G の次元は \|E\| = ℵ0 となるが、一方 H の次元が c であることは明らかである。これで証明は完成した。 |
パーシヴァルの等式から直ちに次が従う。
定理可分内積空間 V とその正規直交基底 {ek}k に対し、写像{\displaystyle x\mapsto \{\langle e_{k},x\rangle \}_{k\in \mathbb {N} }}は稠密な像を持つ等距線型写像 V → ℓ 2 である。
この定理はフーリエ級数の抽象版であり、任意の正規直交基底がフーリエ級数における三角多項式の成す直交系の役割を果たす。上記の添字集合は任意の可算集合としてよい（また実は、ヒルベルト空間の項にあるように、そうして得られる空間は全て、適当な集合上で定義された ℓ 2 となる）ことに注意。特に、フーリエ級数に関して
定理V が内積空間 C[−π,π] ならば、整数全体の成す集合で添字付けられた連続函数の双無限列 {\displaystyle e_{k}(t)={\frac {e^{ikt}}{\sqrt {2\pi }}}}は L2-内積に関して空間 C[−π,π] の正規直交基底であり、写像 {\displaystyle f\mapsto \left\{{\frac {1}{\sqrt {2\pi }}}\int _{-\pi }^{\pi }f(t)e^{-ikt}\,dt\right\}_{k\in \mathbb {Z} }}は稠密な像を持つ等距線型写像になる。
点列 {ek}k の直交性は k ≠ j のとき
{\displaystyle \int _{-\pi }^{\pi }e^{-i(j-k)t}\,dt=0}
から直ちにわかる。正規性は列の作り方による（即ち、列の各係数はノルムが 1 となるように選ばれたものである）。
最後に、この列が内積の定めるノルムに関して稠密な（代数的）線型包を持つことは、このとき [−π,π] 上の連続な周期函数が一様ノルムに関して成すノルム空間においてこの列が稠密な線型包を持つことから従う。これは、三角多項式の一様稠密性に関するヴァイエルシュトラスの定理の内容である。

## 内積空間上の作用素
内積空間 V から内積空間 W への線型写像 A: V → W に対して、望ましい性質を持つクラスがいくつか挙げられる。
- 連続線型写像: A は上で述べた距離に関して連続。同じことだが、x が V の単位閉区間上を動くときの非負実数からなる集合 {ǁAxǁ} が有界。
- 対称線型作用素: V の任意の元 x, y に対して ⟨Ax, y⟩ = ⟨x, Ay⟩ を満たす。
- 等長作用素: V の任意の元 x, y に対して ⟨Ax, Ay⟩ = ⟨x, y⟩ を満たす。同じことだが、V の任意の元 x に対して ǁAxǁ = ǁxǁ が成り立つ。任意の等長作用素は単射であり、また等長作用素は内積空間の間の準同型、特に実内積空間の間の準同型は直交作用素である（直交行列と比較せよ）。
- 等長同型: A は等長作用素かつ全射（従って全単射）。等長同型はユニタリ作用素とも呼ばれる（ユニタリ行列と比較せよ）。

内積空間論の観点からは、互いに等長同型な二つの空間は区別を要しない。スペクトル定理は有限次元内積空間上の対称作用素、ユニタリ作用素、あるいは一般に正規作用素に対する標準形を与えるものである。スペクトル定理の一般化はヒルベルト空間上の連続正規作用素に対しても成り立つ。